# El Toscal (Santa Cruz de Tenerife)

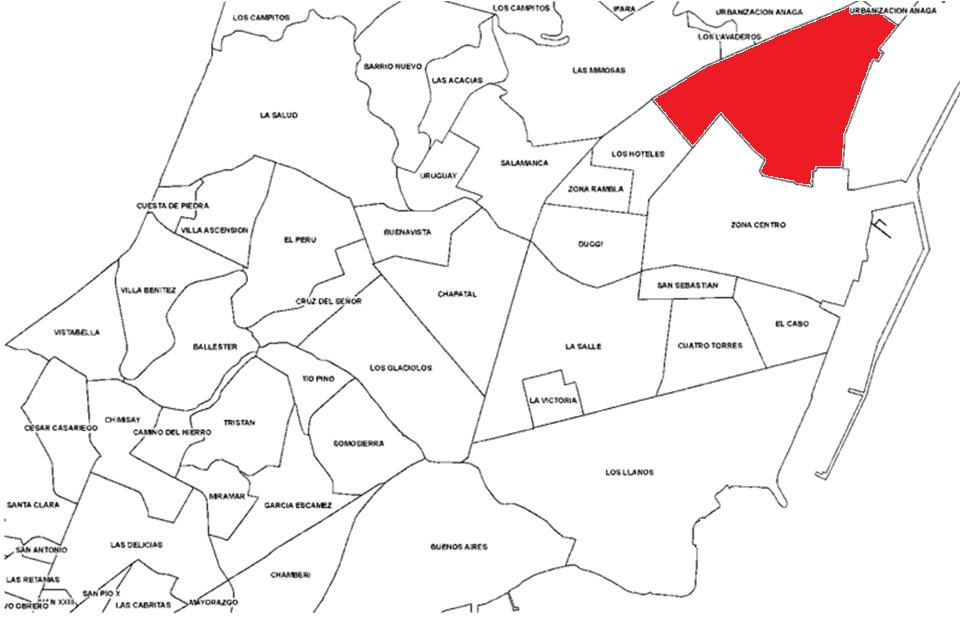
Ubicació de El Toscal a la ciutat de Santa Cruz de Tenerife.

El Toscal és un barri del nucli històric de la ciutat de Santa Cruz de Tenerife (Canàries, Espanya), que s'enquadra administrativament dins del districte de Centro-Ifara. El barri té 10.574 habitants.
En aquest barri es troben el Parque García Sanabria, el Museu Militar de Almeyda, la Parròquia de Sant Francesc d'Assís i l'Església de Sant Josep, destacant a més l'abundància d'edificis històrics. Part del barri del Toscal està declarat Bé d'Interès Cultural en la categoria de Conjunt Històric Artístic des de 2007. El seu nom vol dir 'terreny de tosca', en referència a la primitiva característica del sòl del lloc.

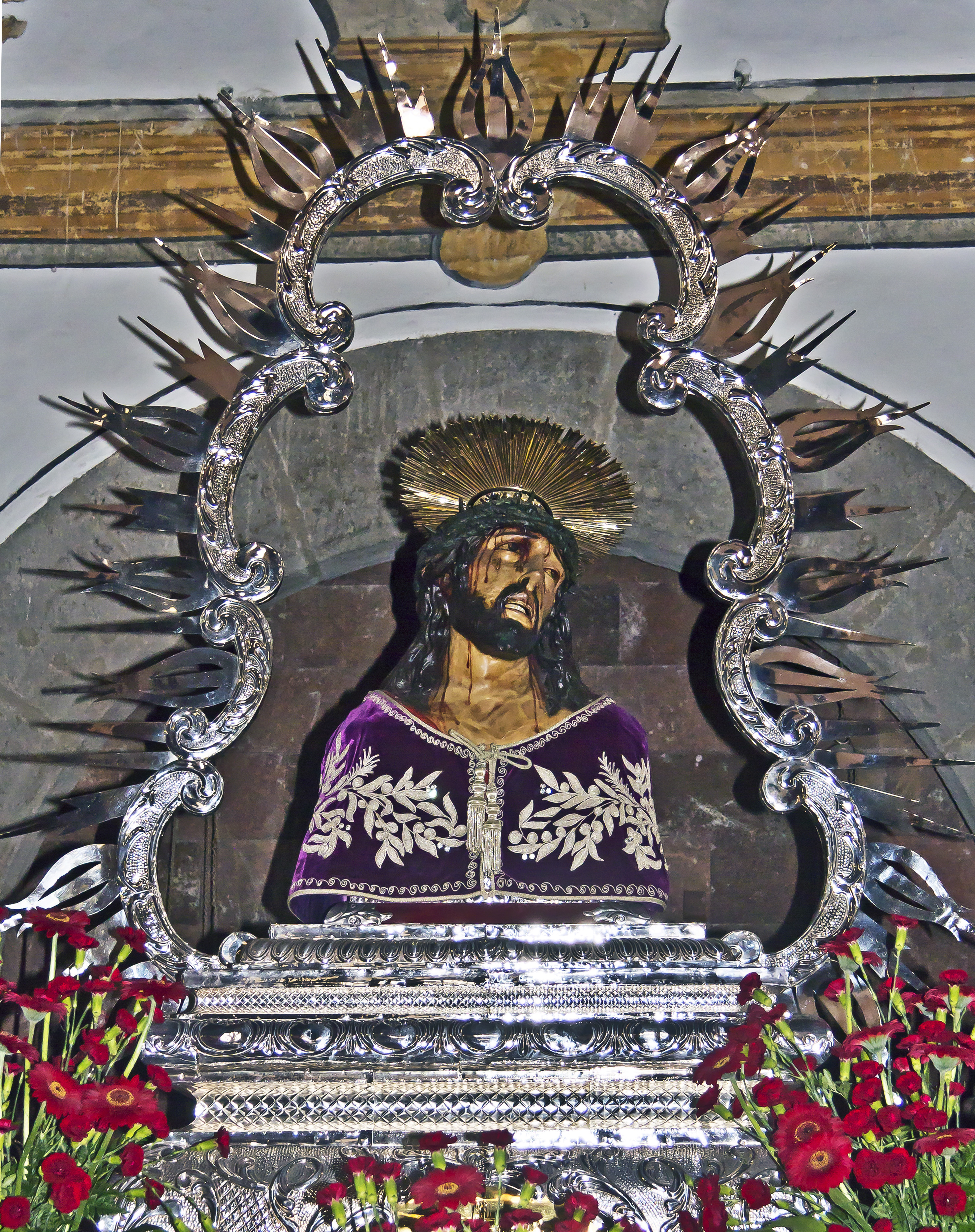
La imatge del Senyor de les Tribulacions venerat a la Parròquia de Sant Francesc d'Assís, és la imatge religiosa més venerada tant del barri de El Toscal com de la ciutat de Santa Cruz de Tenerife en general.

En els seus orígens El Toscal constituïa una extensa zona d'hortes, cimenteres i erms que cobria l'oest i nord del casc primitiu de la ciutat. Al segle xviii, a l'empara de l'inici de la preeminència del Port de Santa Cruz de Tenerife, comença la colonització popular de la zona. En el trànsit del segle xix al xx sorgeixen gran part dels edificis que el caracteritzen, sent a mitjans d'aquest últim quan es produeix la compactació definitiva del barri. En aquest barri abundaven antigament les ciutadelles, és a dir, habitatges comunitaris.

## Celebracions
Entre les principals celebracions que se celebren al barri destaca la processó del Senyor de les Tribulacions (que posseeix el títol de Señor de Santa Cruz), celebrada cada Dimarts Sant. Aquest acte té l'origen en la suposada salvació miraculosa de la ciutat d'una epidèmia de còlera a 1893. El Crist es venera a la Parròquia de Sant Francesc d'Assís i és la imatge religiosa més venerada de la ciutat. La imatge torna a ser tret del seu temple en processó el Divendres Sant a la tarda a la Processó Magna Interparroquial, acompanyat per les altres imatges de la Setmana Santa de la capital.
Altres celebracions vinculades al catolicisme que se celebren al barri són: la processó de Sant Francesc d'Assís (patró del barri) cada 4 d'octubre, la de Santa Rita de Càssia cada 22 de maig, la de Sant Pedro de San José Betancur el 24 d'abril i la de Sant Antoni de Pàdua cada 13 de juny. També destaca la processó del Crist de Medinaceli (el dia anterior al primer divendres del mes de març) i la processó de la Verge de les Angoixes, anomenada popularment la Virgen Republicana, que surt cada Divendres Sant.

## Llocs d'interès
- Parròquia de Sant Francesc d'Assís
- Església de Sant Josep
- Museu Militar d'Almeyda (BIC)
- Parc García Sanabria
- Grup Escolar Onésimo Redondo (BIC Conjunt Històric El Toscal)
- Avinguda Francisco La Roche (Avinguda Anaga)
- Rambla de Santa Cruz
- Parròquia de la Mare de Déu del Pilar
- Carrer de la Rosa
- Monument a La seva Excel·lència el Cap de l'Estat
- Hotel Contemporanio***
- Hotel Taburiente***
- Construccions del Conjunt Històric Artístic del Toscal